# Elvis Džafić
Elvis Džafić (Lubiana, 19 dicembre 1990) è un ex calciatore sloveno, di ruolo portiere.

## Palmarès

### Club

#### Competizioni nazionali
- Coppa di Bosnia: 2

Sarajevo: 2018-2019, 2020-2021
- Campionato bosniaco: 2

Sarajevo: 2018-2019, 2019-2020